# Emma-Jaeger-Bad

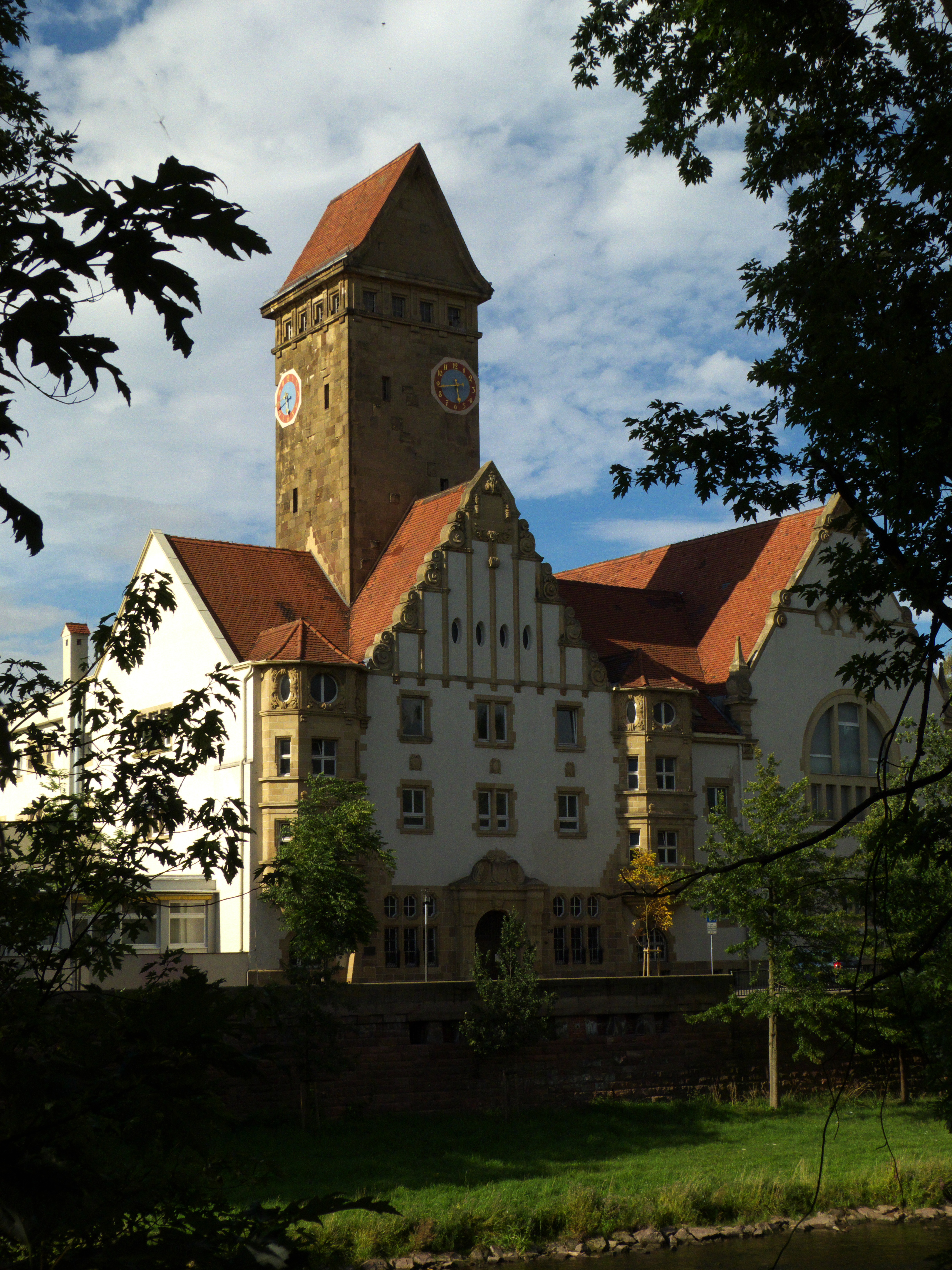
Ansicht der Alten Halle des Emma-Jaeger-Bads

Das Emma-Jaeger-Bad ist ein ehemaliges Schwimmbad in Pforzheim in Baden-Württemberg. Es teilt sich in eine neue Halle und das sogenannte Alte Emma-Jaeger-Bad. Besonders das denkmalgeschützte historische Bad, das heute ein Kreativzentrum beherbergt, ist als Jugendstilbau von architektonischem Wert.

## Geschichte
Der Bau des heutigen Alten Bads wurde 1909 begonnen. Finanziert wurde der Bau vor allem aus den Mitteln der Pforzheimer Mäzenatin Emma Jaeger (1830–1900), die der Stadt eine Summe von rund 500.000 Goldmark hinterlassen hatte, um ein Volksbad zu realisieren. Bis zu diesem Zeitpunkt hatte es kein öffentliches Bad in Pforzheim gegeben. 1911 wurde das Schwimmbad in einer architektonischen Mischung aus Neorenaissance und Jugendstil eröffnet. Im Februar 1945 wurde das Bad durch Bomben stark beschädigt, sodass es nach dem Ende des Zweiten Weltkriegs in verkleinerter Form wieder aufgebaut werden musste. 1949 konnte das Bad wieder in Betrieb genommen werden. Das Gebäude gehört heute – neben dem Kollmar & Jourdan-Haus, dem Bezirksamtsturm und der Aussegnungshalle des Hauptfriedhofs – zu den wenigen bedeutenden Jugendstilbauten der Stadt, die zumindest in Teilen erhalten sind. In den sechziger Jahren wurde der Bau einer neuen Halle beschlossen, die 1965 eingeweiht wurde. Das neue Bad erhielt ein Nichtschwimmerbecken, ein Sportbecken mit Sprunganlage und eine Wasserrutsche. Diese neue Halle wurde 2002 saniert und durch eine Saunalandschaft ergänzt. 2011 musste der Badebetrieb in der alten Halle aus statischen Gründen aufgegeben werden, der Bau beherbergt heute ein Kreativzentrum. Auch die neue Halle des Emma-Jaeger-Bads wurde aus finanziellen Gründen Ende 2018 geschlossen.

## Details und Ansichten des Alten Bads

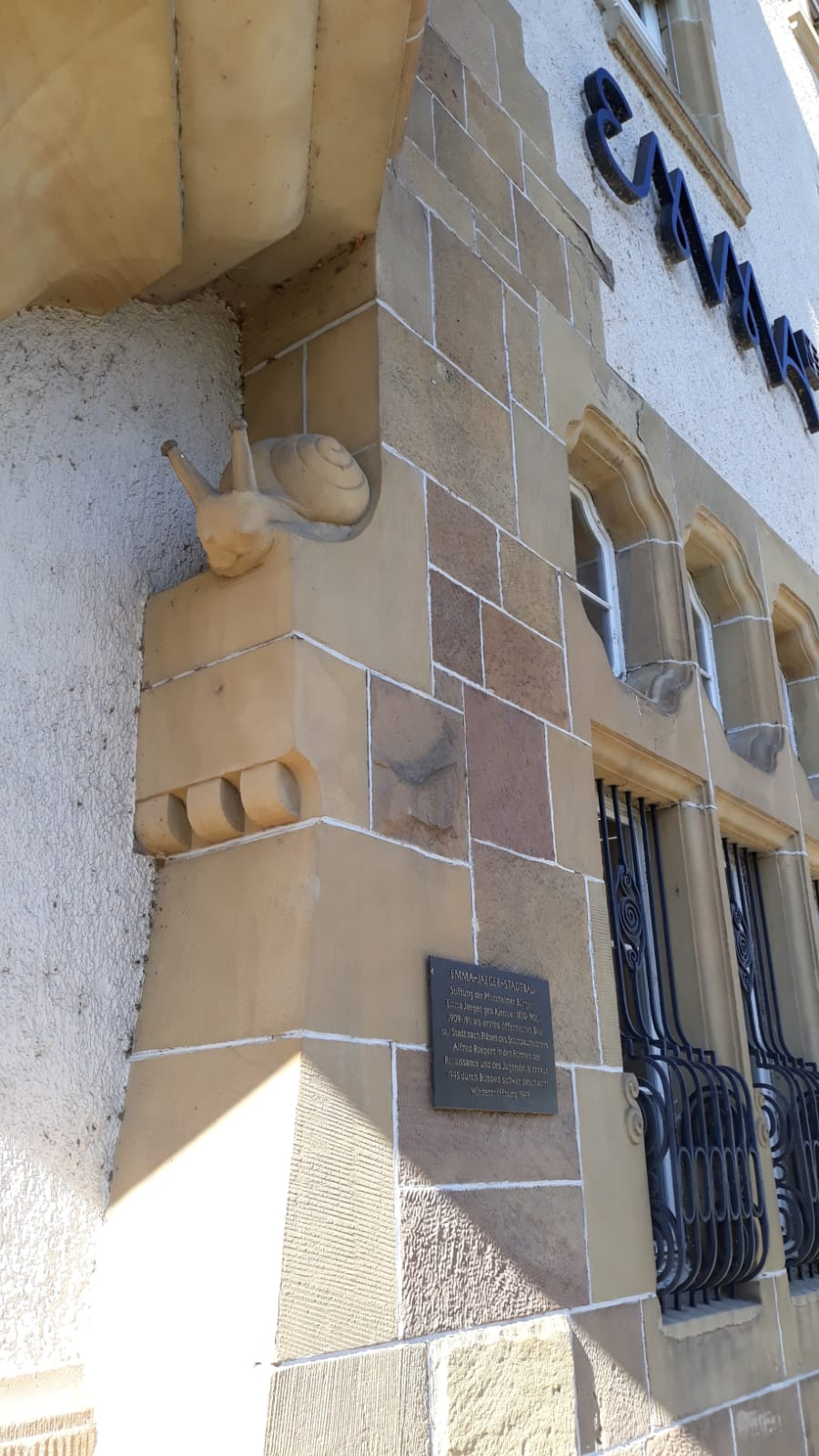
Fassadenschmuck in Form einer Schnecke an Außenseite des Alten Bads.
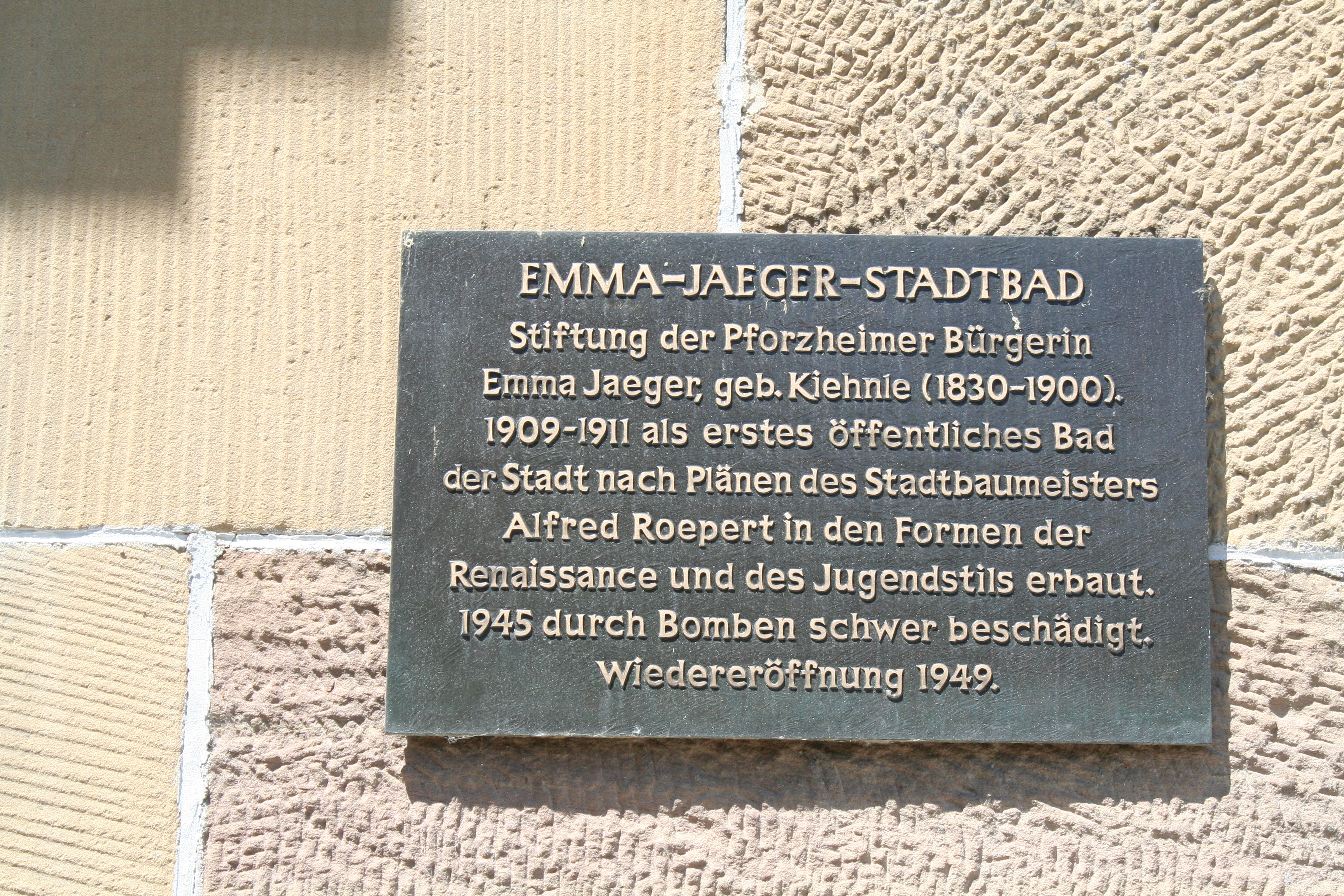
Plakette an der Außenseite des Alten Bads
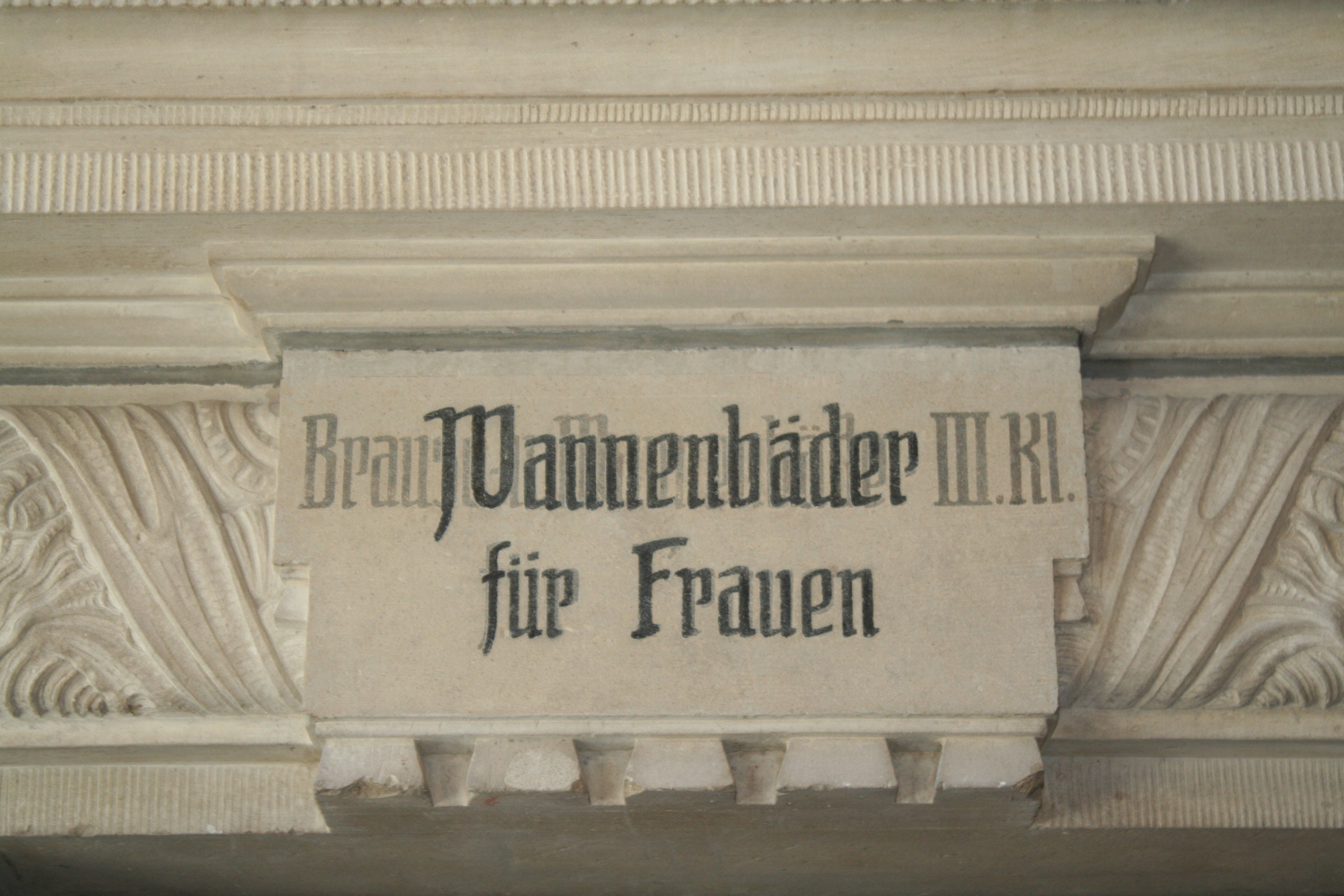
Scheitelstein in der Eingangshalle der Alten Halle
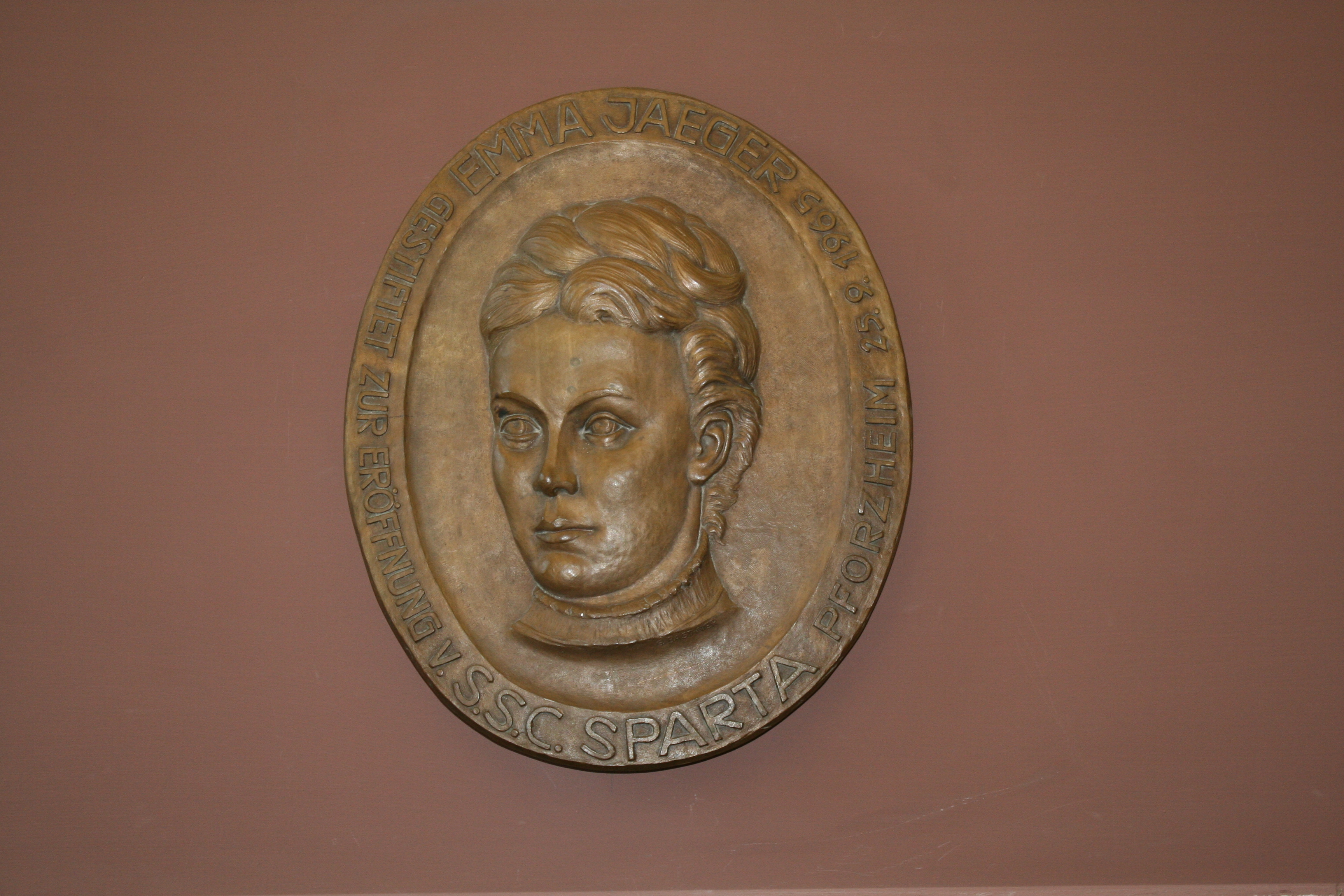
Gedenkrelief für Emma Jaeger im Eingangsbereich der Alten Halle
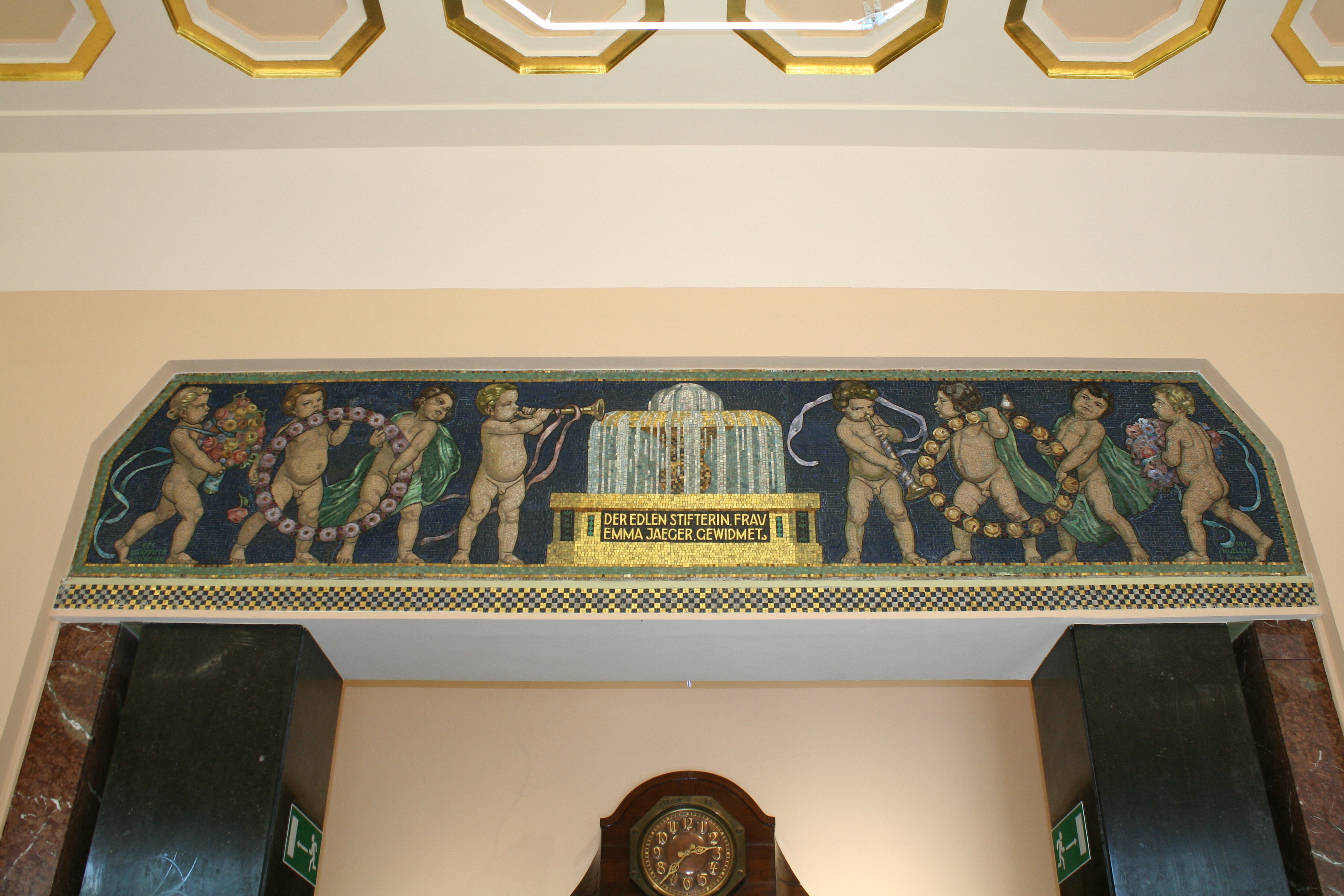
Wandmalerei im Eingangsbereich der Alten Halle
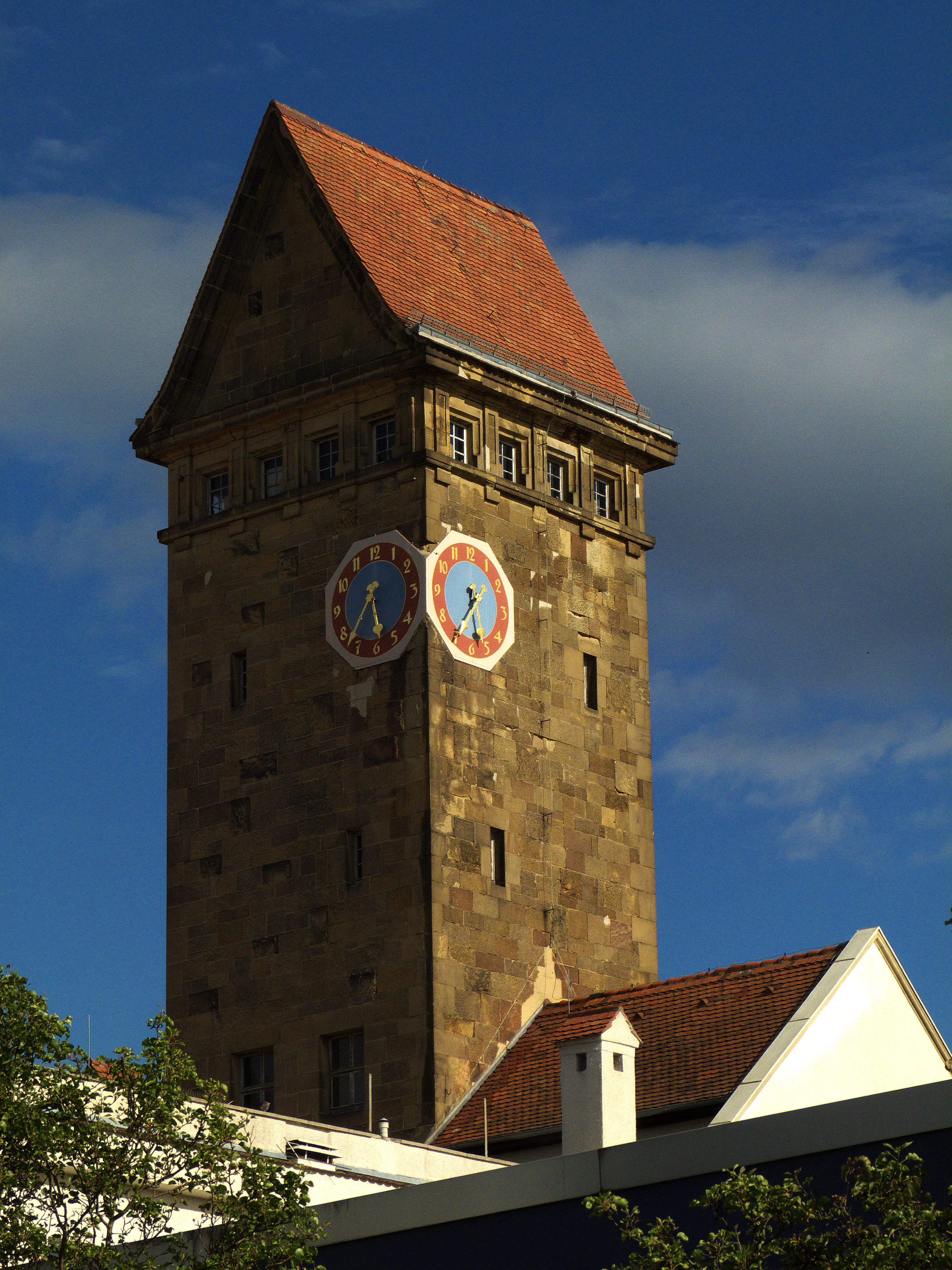
Turm des Alten Bads
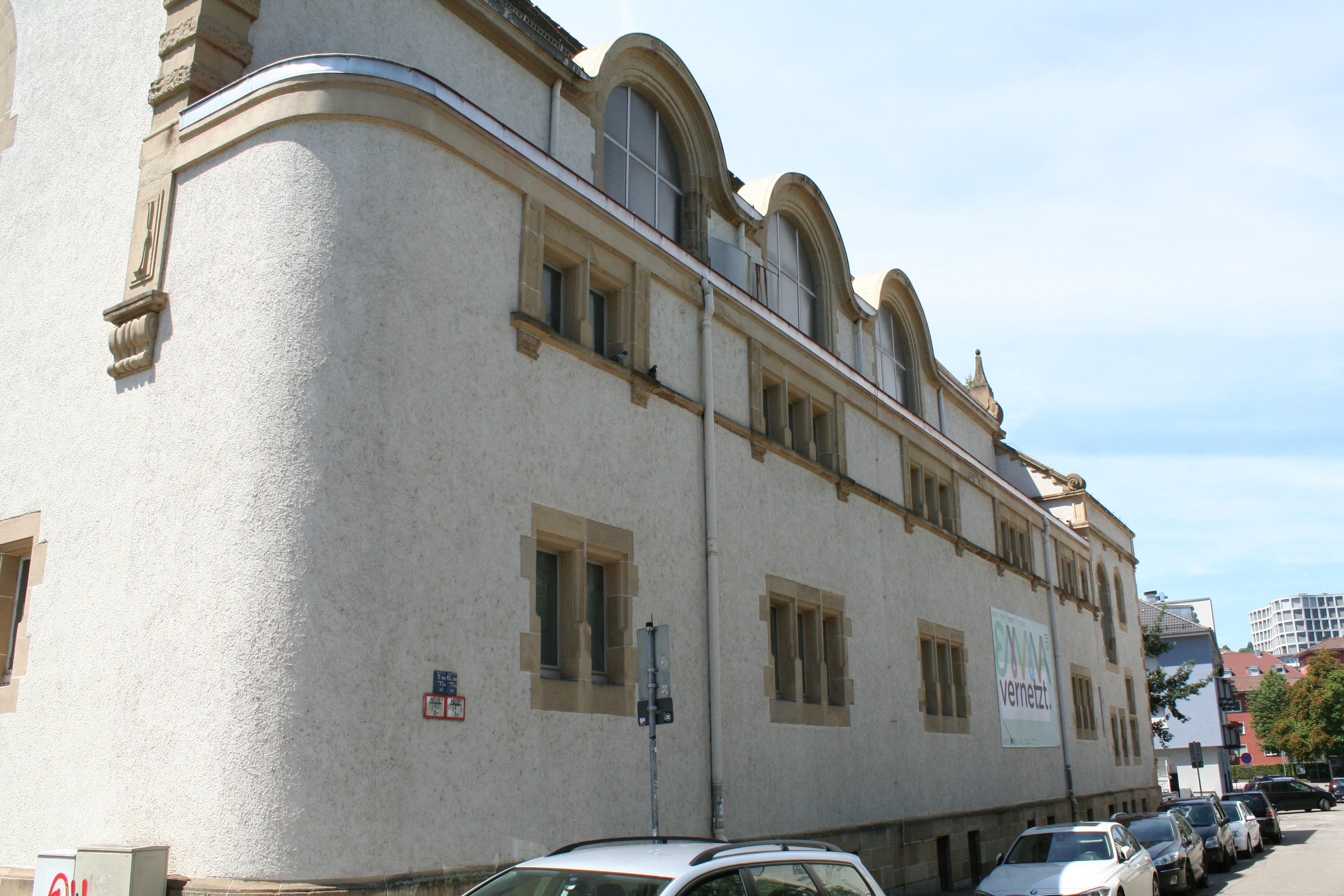
Außenansicht des Alten Bads